# Helegonatopus rasnitzyni
Helegonatopus rasnitzyni är en stekelart som först beskrevs av Trjapitzin 1963.  Helegonatopus rasnitzyni ingår i släktet Helegonatopus och familjen sköldlussteklar. Inga underarter finns listade i Catalogue of Life.